# Lövbacken
Lövbacken är en småort i Sandvikens kommun belägen öster om Sandviken vid E16.

## Näringsliv
På industriområdet byggs bland annat ambulanser, tidigare gjordes detta av Wimans Ambulance AB som här har byggt Sveriges alla Chevrolet storbilsambulanser, men numera är det Ambulansgruppen AB (startat av f.d. Wiman-personal) som står för tillverkningen.

## Befolkningsutveckling
| Befolkningsutvecklingen i Lövbacken 1960–2015                    | Befolkningsutvecklingen i Lövbacken 1960–2015 | Befolkningsutvecklingen i Lövbacken 1960–2015 | Befolkningsutvecklingen i Lövbacken 1960–2015 | Befolkningsutvecklingen i Lövbacken 1960–2015 |
| ---------------------------------------------------------------- | --------------------------------------------- | --------------------------------------------- | --------------------------------------------- | --------------------------------------------- |
|                                                                  |                                               |                                               |                                               |                                               |
| År                                                               |                                               |                                               | Folkmängd                                     | Areal (ha)                                    |
| 1960                                                             | 1960                                          |                                               | 174                                           | ¤                                             |
| 1990                                                             | 1990                                          |                                               | 135                                           | 8#                                            |
| 1995                                                             | 1995                                          |                                               | 129                                           | 18#                                           |
| 2000                                                             | 2000                                          |                                               | 130                                           | 18#                                           |
| 2005                                                             | 2005                                          |                                               | 115                                           | 18#                                           |
| 2010                                                             | 2010                                          |                                               | 121                                           | 18#                                           |
| 2015                                                             | 2015                                          |                                               | 119                                           | 23#                                           |
| Anm.: ¤ Som tätortsbebyggelse med 150-199 invånare # Som småort. |                                               |                                               |                                               |                                               |